# Daniel Sommer (Musiker)
Daniel Sommer (* 23. September 1987 in Aarhus) ist ein dänischer Jazzmusiker (Schlagzeug, Komposition).

## Leben und Wirken
Sommer, der in einer musikalischen Familie aufwuchs, begann bereits mit fünf Jahren Schlagzeug zu spielen. Ab 1998 erhielt er Schlagzeugunterricht in der Musikschule. Mit 13 Jahren trat er erstmals mit verschiedenen Bands auf. Ab 2011 studierte er an der Königlichen Musikakademie Aarhus und der Sibelius-Akademie in Helsinki bis zum Bachelor-Abschluss in Musik (2014). Außerdem erhielt er 2022 ein Advanced Postgraduate Diploma / Soloist Line of Study von der Dänischen Nationalen Musikakademie.
Sommer, der in Kopenhagen lebt, arbeitete mit national und international renommierten Musikern wie Karmen Rõivassepp, Marc Ducret, Kari Ikonen, Seppo Kantonen, Butch Lacy,  Artturi Rönkä, Arild Andersen, Arve Henriksen und Rob Luft zusammen. Im Quartett Ornithopter spielte er mit dem Trompeter Scott Westh, dem Posaunisten Jens Bang und dem Bassisten Jakob Retz. In den letzten Jahren legte er mit den drei Alben As Time Passes, Sounds & Sequences sowie Lost Threads in wechselnden Trio-Besetzungen seine Nordic Trilogy vor. Er ist auch auf Alben von Xylop, dem Jonas Kappel Quartet, Jens Fisker Trio, Simon Eskildsen Trio und dem Orgel Duo zu hören.

## Diskographische Hinweise
- Duets (Saino 2017, mit Mikko Innanen, Johannes Sarjasto, Kari Ikonen, Cèsar Joaniquet, Seppo Kantonen, Butch Lacy, Artturi Rönkä, Marc Ducret, Frederik Sakham Lomborg)
- Foyn / Hess / AC / Sommer: Willow (Foyn Records 2018)
- Rönkä / Sommer: Varo (Eclipse Music 2021)
- Arild Andersen / Daniel Sommer / Rob Luft: As Time Passes (April Records 2024)
- Daniel Sommer / Arve Henriksen / Johannes Lundberg: Sounds & Sequences (April Records 2024)[1]
- Artturi Rönkä / Daniel Sommer / Thommy Andersson:  Lost Threads (April Records 2025)[2]